# 1892년 미국 하원의원 선거
1892년 미국 하원의원 선거는 1890년 미국에서 치러진 하원의원 선거로, 같은 해 치러진 대선에서 민주당이 승리한 데에 힘입어 민주당이 다시 과반을 차지하였다

## 선거 결과
| 정당   | 의석수 |
| ------ | ------ |
| 민주당 | 211석  |
| 공화당 | 133석  |
| 인민당 | 11석   |
| 은색당 | 1석    |
| 무소속 | 1석    |
| 합계   | 356석  |